# Rafael (nombre)
Rafael (en hebreo, רפאל RāphāʾĒl) es un nombre propio masculino teofórico hebreo. Su variante en femenino es Rafaela.
Es por antonomasia el nombre del arcángel Rafael, y de la Biblia se toma su etimología y significado.
Por lo tanto, tiene una connotación religiosa y tradicionalista.

## Historia
Rafael fue un nombre que aludía originalmente al dios supremo cananeo Ēl. RafaĒl era uno de los tantos epítetos que se aplicaban al dios cananeo. Ēl era conocido como sanador, el nombre Rafael o Rapha-Ēl, significa ‘Ēl ha sanado’ en la cultura Ugarit; esto se atestigua aproximadamente en el 1350 a. C. en una de las cartas de Amarna. En una narración se describe un banquete al que el dios Ēl invita a los otros dioses, en la fiesta Ēl se emborracha, hace un escándalo y luego cae después de buscar pelea con uno de los invitados. El texto termina con un encantamiento para la cura de alguna enfermedad, posiblemente la resaca.
El nombre Ēl prevaleció en el judaísmo porque se aplicó como título a Yahveh, quedando Ēl Yahveh, y generalmente se traduce como poderoso o Dios. La tradición judía siguió utilizando el epíteto Rafel en referencia a Yahveh que significa ‘Sana Ēl [Yahveh]’.   
En el Tanaj
Según la tradición judeocristiana, el arcángel Rafael es el ángel que sanó al patriarca Tobías, razón por la cual es el «santo patrono» de los enfermos y mutilados de guerra. La popularidad de ese nombre se debe al genial representante del Renacimiento, el pintor italiano Rafael Sanzio.
En la Biblia (An.T,G) dice: «El nombre de Rafael significa poder, fuerza, inteligencia, honor y bondad».

## Variaciones en otros idiomas
- Alemán: Raphael
- Albanés: Rafael
- Catalán: Rafel
- Castellano: Rafael
- Euskera: Errapel
- Francés: Raphaël
- Inglés: Raphael
- Polaco: Rafał
- Portugués: Rafael
- Ruso: Рафаиль
- Sardo: Rafiele, Arrafieli
- Italiano: Raffaele, Raffaello
- Japonés: ラファエル
- Coreano: 라파엘